# Lucio Calpurnio Pisón Cesonino (cónsul 112 a. C.)
Lucio Calpurnio Pisón Cesonino (en latín, Lucius Calpurnius L. F. C. N. Piso Caesoninus) fue un político y militar de la República Romana. Era hijo de Lucio Calpurnio Pisón Cesonino, que fue cónsul en 148 a. C.

## Carrera política
Cesonino fue elegido cónsul en 112 a. C. junto a Marco Livio Druso el censor, padre de Marco Livio Druso el tribuno de la plebe. En 107 a. C. acompañó al cónsul del año, Lucio Casio Longino Ravila en calidad de legatus, que había sido enviado a oponerse a los cimbrios y a sus aliados que se aproximaban hacia Italia. Tanto Cesonino como Ravila murieron en la denominada Batalla de Burdigala luchando contra los tigurinos en el territorio de los alóbroges.
Este Pisón es el abuelo de Lucio Calpurnio Pisón Cesonino que fue cónsul en 58 a. C. junto a Aulo Gabinio y suegro de Cayo Julio César. En una ocasión César recordó al abuelo de su suegro jactándose de su propia victoria frente a los tigurinos.